# منوچهر تیمورتاش
منوچهر تیمورتاش (۱۲۹۰–۱۳۶۹) نماینده مجلس شورای ملی و فرزند عبدالحسین تیمورتاش وزیر دربار مقتدر رضاشاه بود.
هنگامی که در اروپا در حال تحصیل در رشته نظام بود، پدرش زندانی و کشته شد. خودش نیز در زمان رضا شاه حال و وضع خوبی نداشت و اغلب در تبعید)قریه جنگل خراسان( به سر می‌برد. پس از شهریور ۱۳۲۰ و کناره‌گیری رضا شاه از قدرت، محمدرضا پهلوی برای دلجویی به او توجه کرد و املاکی که از خانواده‌اش گرفته بودند، پس داده شد. در نخستین انتخاباتی که برگزار شد، به نمایندگی کاشمر به مجلس شورای ملی راه یافت (دوره چهاردهم).
تیمورتاش در دوره شانزدهم نماینده قوچان شد. در این دوره به مخالفت با دولت محمد مصدق پرداخت. پس از کودتای ۲۸ مرداد ۱۳۳۲ در دوره‌های هجدهم و نوزدهم بار دیگر نماینده کاشمر شد. مدت کوتاهی نیز معاون وزارت اقتصاد بود.
تیمورتاش چند بار ازدواج کرد: ابتدا با دختر سیف‌السلطنه افشار، سپس با دختر منصورالملک و بعد با دختر صارم‌الدوله اما همه این ازدواج‌ها به شکست انجامید. او در خارج از ایران درگذشت.